# Plagodis linearia
Plagodis linearia là một loài bướm đêm trong họ Geometridae.